# طنز سیاسی
وعی طنز است که تخصصش سرگرم کردن مردم از طریق داستان‌های سیاسی است. همچنین در مواردی که یک رژیم، زدن حرف‌های سیاسی و مخالفت با حکومت را ممنوع کرده‌است، با هدف براندازی، به عنوان روشی برای پیشبرد استدلال‌های سیاسی که اینگونه استدلال‌ها به صراحت ممنوع است، استفاده می‌شود.
طنز سیاسی معمولاً از اعتراض سیاسی یا مخالفت سیاسی متمایز می‌شود؛ زیرا لزوماً برنامه‌ای ندارد و نمی‌خواهد روند سیاست را تغییر دهد. در حالی که گاهی ممکن است هدفش سرگرم کردن باشد، از نظر ماهیت طنز سیاسی، به ندرت به خودی خود نمایی سازنده ارائه می‌دهد و وقتی به عنوان بخشی از اعتراض یا مخالفتی استفاده می‌شود، به جای ارائه راه حل، به سادگی خطاها را مشخص می‌کند.